# Laetia cupulata
Laetia cupulata är en videväxtart som beskrevs av Richard Spruce och George Bentham. Laetia cupulata ingår i släktet Laetia och familjen videväxter. Inga underarter finns listade i Catalogue of Life.